# Aftonsmyrtjärnen
Aftonsmyrtjärnen är en sjö i Örnsköldsviks kommun i Ångermanland och ingår i Moälvens huvudavrinningsområde.